# Digicel
 (février 2017).
Si vous disposez d'ouvrages ou d'articles de référence ou si vous connaissez des sites web de qualité traitant du thème abordé ici, merci de compléter l'article en donnant les références utiles à sa vérifiabilité et en les liant à la section « Notes et références ».
Digicel Group est un opérateur de télécommunications caribéen qui a été fondé par l'entrepreneur irlandais Denis O'Brien. 
Digicel emploie directement plus de 6 500 personnes[réf. nécessaire].

## Historique
La société Digicel a été créée en avril 2001, date où elle lance son premier réseau mobile GSM en Jamaïque.
Bouygues Telecom Caraïbes, qui comptait plus de 160 000 abonnés en Martinique, en Guadeloupe et en Guyane française et a généré un chiffre d’affaires de 117 millions d’euros en 2005, a été rachetée par le groupe Digicel. Deuxième opérateur en nombre de clients en 2004, il détient 20 % de parts de marché, derrière l'opérateur mobile historique, Orange. 
En 2006, elle s'implante à Trinidad & Tobago et en Haïti. En 2006, Digicel investit les marchés du continent sud-américain ainsi que le Pacifique. En septembre 2006, Digicel a acquis Digicel Holdings au Salvador et la renomme « El Nuevo Digicel ». Le 6 février 2007, Digicel a signé un accord de partenariat de trois ans avec Vodafone. En 2007, Digicel a acquis U * Mobile, désormais rebaptisé Digicel Guyane Ltd pour investir dans les marchés en Amérique du Sud : Guyane, Suriname (décembre 2007) et Guyane française (juin 2006).  En décembre 2007, Digicel obtient une licence de téléphonie mobile au Honduras et une licence pour exploiter au Panama en mai 2008. 
En 2008, Digicel opère dans 23 marchés[réf. nécessaire]. En Guadeloupe, Martinique, Guyane, Digicel se trouve en concurrence avec marché hexagonal et donc européen. Or, contrairement aux opérateurs concurrents, Digicel ne prévoyait pas de services 3G pour l'année 2008 en Guadeloupe, Martinique, et Guyane.
À partir de 2009, l'opérateur dépose une demande à l'ARCEP pour l'obtention de bandes de fréquence. Digicel obtient l'autorisation de l'Autorité en 2010 (Cf. décision no 2010-0201 de l'ARCEP).
En février 2011, Digicel a pris une participation majoritaire dans les technologies Netxar. En mars 2012, Digicel a acquis sa principale concurrente Comcel à Haiti. Depuis ce rachat, Digicel est devenue le principal opérateur en Haïti.
En mai 2020 Digicel dépose son bilan auprès du tribunal de commerce des Bermudes et demande la protection du chapitre 11.
En juin 2020, Digicel gagne son procès contre Orange, qui est condamné à verser près de 250 millions d'euros de dommages-intérêts à Digicel, pour des pratiques anticoncurrentielles.
En octobre 2021, Telstra annonce l'acquisition des activités de Digicel au Pacifique, pour 1,6 milliard de dollars américain, acquisition qui est financé à 1,33 milliard de dollars par le gouvernement australien, dans le but de contrer l'influence chinoise dans la région.

## Zone d'activité
Digicel, est implanté[Quand ?] dans les Bermudes et dans vingt deux marchés des Caraibes, dont Anguilla, Antigua & Barbuda, Aruba, Barbade, les Bermudes, Bonaire, Curaçao, les Îles Caïmans, Dominique, Guyane française, Grenade, Guadeloupe, Guyana, Haïti, Jamaïque, Martinique, Saint Kits & Nevis, Sainte-Lucie, Saint-Vincent et les Grenadines, Suriname, Trinidad & Tobago, Turcs & Caicos et Le Salvador. Digicel a aussi des licences au British Virgin Islands ainsi qu’une couverture à Saint-Martin et Saint-Barthélemy.